# 蘇特羅 (內華達州)
蘇特羅（英語：Sutro）是位於美國內華達州萊昂縣的鬼鎮。

## 歷史
蘇特羅的郵局於1872年設立，其後於1920年停運。

## 地理
蘇特羅所處的海拔為高於海平面1365米（即4478英呎），而該地所採用的時區為UTC-8，即太平洋时区（PST）。同時該地設有夏令時間，為UTC-8調快一小時，即UTC-7（PDT）。